# Амфора из Леприньяно
Амфора из Леприньяно (CIE 8547, ET Fa 9.2, Bakkum Etr XLIV) — италийская керамическая амфора VII века до н. э., найденная в окрестностях Капены и содержащая абецедарий одного из древнеиталийских алфавитов, использовавшихся на Апеннинском полуострове с VII по I века до н. э. Артефакт ныне находится в Музее доисторической этнографии Луиджи Пигорини в Риме (инвентарный номер 77970).
Хотя непосредственное этрусское влияние на данный алфавит является бесспорным, нестандартное сочетание букв и их необычные формы не позволяют однозначно установить, какому именно народу он принадлежал; основными кандидатами являются фалиски и капенцы.

## Описание
Амфора была найдена в 1907 году в Монте-Лачето, рядом с современной Капеной (Леприньяно). Она являлась частью погребального инвентаря камерной гробницы, почти полностью разрушенной в результате сельскохозяйственных работ. Датируется последней четвертью VII века до н. э. Высота амфоры — 36 см, диаметр устья — 13,8 см, диаметр донышка — 10,4 см.
Амфора имеет шаровидную форму; её поверхность покрыта коричневым ангобом, выполненным техникой импасто и отполирована. На ней выгравирован декор в виде двойных спиралей, увенчанных пальметтой финикийского типа и пучками параллельных линий на тулове; пальметты соединяются в гирлянду на шейке сосуда. Алфавит, как и декор, был нанесён на амфору в процессе застывания глины.

## Надпись

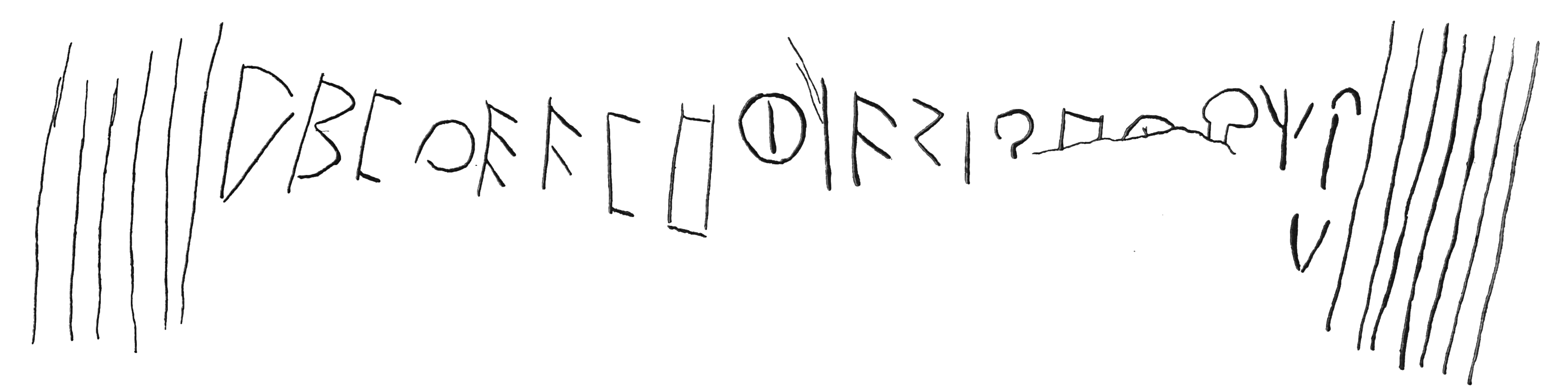
Прорисовка надписи

Надпись имеет направление письма слева направо и состоит из 20 букв, четыре из которых повреждены, а ряд других имеют необычные формы.
Первые десять букв всеми исследователями читаются как a b c d e v z h θ i. Одиннадцатую букву Хербиг и Рикс читают как v, а Баккум, Пандольфини и Просдочими — как неправильно написанную k. Двенадцатая буква — трёхлинейная s в обратном начертании, тринадцатая — снова i. Затем следуют четыре повреждённых буквы, в которых Хербиг и Рикс распознают q h θ q, Баккум — ? p ? q, а Пандольфини и Просдочими и вовсе не берутся утверждать о них что-то конкретное, отмечая, однако, что вторая повреждённая буква может являться p, так как её правая перекладина, похоже, заканчивается над лакуной (таким образом, предполагается форма ), а третья — q, φ, o или θ из-за её округлой формы. Восемнадцатая буква — χ, девятнадцатую Хербиг читает как искажённую p, а остальные исследователи — как f раннефалискского типа (). Двадцатая буква, u, находится под концом первой строки.
Формы букв f и u свойственны раннефалискским надписям, но не встречаются в этрусских надписях того же периода. Тем не менее, наличие букв b, v, θ и χ, а также формы букв d и h, напротив, исключают его фалискское происхождение. В целом данный алфавит сравним с теми, что используются в надписях из Поджо-Соммавиллы и Тольфы, которые относятся к сабельским. Он может быть характерным для периода, когда алфавиты бассейна Нижнего Тибра только формировались.
Буква h имеет форму пустого прямоугольника, в то время как в этрусских алфавитах данного периода h имеет перекладину (две в случае алфавита из Марсильяны). Эта форма находит соответствие в надписях из Мальяно-Сабины, Колле-дель-Джильо и Поджо-Соммавиллы. Предпоследний знак также не имеет параллелей в этрусском письме, но похож на стреловидный f в надписи из Тольфы. Буква u имеет V-образную форму, как в раннефалискских надписях, надписи из Поджо-Соммавиллы и надписи из Тольфы (в последнем случае — в перевёрнутом виде), но в этрусских надписях этого времени она Y-образна. Буква c имеет квадратную форму и состоит из трёх штрихов. Такое начертание может иметь параллели в фалискской надписи Vetter 243, третий знак которой Просдочими интерпретирует именно как квадратную c (хотя существуют и другие варианты прочтения). Буква d же, напротив, нанесена одним округлым штрихом вместо сочетания вертикальной черты с дугой. У z две перекладины не пересекают вертикальную черту, что весьма необычно. Буква θ имеет вертикальную черту в центре вместо обычного крестика. Одиннадцатая буква ничем не отличается от шестой, v, но это может быть результатом неправильного наклона верхней черты при написании k.
Хотя алфавит содержит букву χ и потому, предположительно, задумывался полным, в нём присутствуют опущения, что следует уже из количества букв (20 вместо 26 букв модельного алфавита). Буквы l, m, n, ξ, o, ś, t, ŝ в абецедарии определённо отсутствуют, а наличие букв p, q, r, φ спорно, так как их начертания не могут быть однозначно распознаны на месте лакуны. Использовать для реконструкции повреждённых букв алфавитный порядок не представляется возможным, поскольку он нарушен ранее. Буква f стоит в конце алфавита, где обычно располагаются новые буквы, а не заменяет v, которая также присутствует в абецедарии.
Неполнота и неточность алфавита не позволяют однозначно определить его принадлежность. Формы отдельных знаков и общий неэтрусский характер письма указывают на фалискское или капенское происхождение (хотя s в этой местности и в это время обычно имеет четыре штриха, а не три). При этом о заимствовании алфавита у этрусков свидетельствует наличие букв v и θ, которые в этом регионе не использовались, а также сама традиция начертания алфавита на погребальных принадлежностях, имеющая этрусское происхождение.